# 낭랑 18세 (광주교통방송)
박유리의 낭랑 18세는 TBN 광주교통방송(광주, 목포, 해남, 진도 FM 97.3MHz, 여수, 순천, 광양 FM 103.5MHz)에서 평일 오후 5시부터 5시 52분까지 방송된 광주, 전남지역의 라디오 트로트 음악 프로그램이다.

## 프로그램 소개
- 이제는 Young한 트로트다! 젊고 트렌디한 트로트와 따뜻한 글로 신나는 퇴근길을 책임진다.

## 매일 코너
- 오늘도, 수고했어요 - 퇴근길을 위로하고 응원하는 좋은 글 소개

## 요일 코너
- 월요일 - 유리랑 진이랑 낭랑콘서트 : 가수 진이랑의 목소리로 듣는 신청곡
- 화요일 청춘극장 노노, 낭랑극장: 50~70년대 영화스토리와 주제곡을 감상하는 시간
- 수요일 - 그때는 금지곡 지금은 명곡 : 한때는 금지됐다 다시 들을 수 있게 된 노래들을 들어보고 노래의 에피소드를 들어보는 시간.
- 목요일 - 트로트가 나는 좋아요 : 최신 가수가 부르는 올드 트롯을 만나보는 시간
- 금요일 - 다시보는 추억무대 : 흘러간 노래와 잊혀진 가수를 통해 향수와 추억을 찾아 떠나요